# Giovanni Ricciardi (peintre)
Pour les articles homonymes, voir Giovanni Ricciardi et Ricciardi.
Giovanni Ricciardi (né en 1977  à Castellammare di Stabia, dans la province de Naples, en Campanie) est un peintre italien contemporain.